# Тасков, Борис
Борис Тасков Томов (23 сентября 1901, Долна-Вереница, Княжество Болгария — 27 апреля 1976, София) — болгарский политический и государственный деятель, секретарь ЦК БКП (1954—1957), член БКП, участник движения сопротивления во время Второй Мировой войны, партизан, министр торговли Болгарии.

## Биография
С 1921 года — член БКП. Участвовал в Сентябрьском восстании 1923 года, после подавления которого бежал в Югославию. Позже вернулся, но был арестован и приговорён к 6,5 годам лишения свободы за антиправительственную деятельность.
Участник движения сопротивления во время Второй мировой войны. В 1941—1944 годах — член ЦК БКП во Враце. Партизан партизанского отряда «Христо Михайлов» (1944).
В 1950—1952 годах работал председателем Главного управления государственных закупок. С марта 1954 по июль 1957 года — секретарь ЦК БКП.
В 1957—1959 годах занимал пост министра торговли Болгарии, был членом Политбюро ЦК БКП.
Несколько раз избирался в Народное собрание Болгарии.